# Theo Wegmann
Theo Wegmann (* 1951 in Herisau) ist ein Schweizer Komponist, Pianist, Organist und Musikpädagoge.

## Leben und Werke
Theo Wegmann spielte schon in seiner Jugendzeit Klavier, Flöte, Trompete und Klarinette. Er studierte an der Musikakademie und Musikhochschule Zürich (heute Teil der Zürcher Hochschule der Künste) in den Hauptfächern Klavier, Orgel, Komposition und Kontrapunkt.
1975 wurde er als Dozent für Klavier an die Musikhochschule Zürich berufen, später noch für die Fächer Partiturspiel, Kammermusik, Komposition, Orgel und Orgelimprovisation. Von 1978 bis 2016 wirkte Wegmann als hauptamtlicher Organist für die reformierte Kirchgemeinde Zürich-Witikon (Alte Kirche Witikon, Neue Kirche Witikon). Er leitete dort über viele Jahre die «Wittiker Konzerte».
Wegmann komponierte bisher ungefähr 500 Werke. Um Neue Musik auch in der Kirche aufführen zu können, hat er die sogenannte Fluktuierende Harmonik entwickelt. Bei diesem Ansatz wird die Tonalität nicht vermieden, aber sie kann aufgrund bestimmter Kompositionstechniken nicht mehr eindeutig definiert werden. Wegmann verwendet diese Kompositionsweise häufig bei geistlichen und volksnahen Werken.
Wegmann gibt als Pianist und Organist Konzerte und ist als Verleger und Produzent tätig.